# Felicja Jolles
Felicja «Fella» Kaftal, Felicja Jolles de soltera, (1844 - Varsòvia, 3 de juny de 1907) fou una jueva de Varsòvia, la primera dona periodista de la ciutat.

## Biografia
Fou un dels set fills de Bernard Jolles, un banquer implicat en la construcció dels primers ferrocarrils alemanys, i de Teresa Blumberg. Felicja va créixer i va estudiar a Berlín. Després de la fallida econòmica del seu pare, es va traslladar a Varsòvia i es va casar amb Izydor Kaftal (1824-1901).
Va ser la primera dona periodista de Varsòvia. Va col·laborar amb el diari Kurier Warszawski (El correu de Varsòvia), el primer diari en imprimir notícies locals per als habitants de la capital, i amb el diari Kurier Poranny (El correu matinal). En aquest segon diari, Felicja va dirigir una columna sobre la vida social a Varsòvia, una secció de moda i va escriure ressenyes de concerts, òpera i representacions teatrals. També va traduir notícies de premsa estrangera (parlava anglès, alemany, francès i italià, millor que el polonès) i va ser un oracle en matèria de moda per a les dones de Varsòvia. A més, juntament amb el seu marit, va preparar anècdotes divertides sobre el marit, publicant al diari Kurier Świąteczny (El correu nadalenc) la columna El senyor Izydor va dir, que va fer gaudir als lector de Varsòvia durant molts anys.
Al saló d'Izydor Kaftal i Felicja Jolles se celebraven reunions i festes socials, sovint acompanyades de música, on els convidats pertanyien a l'elit de Varsòvia i a representants de la diplomàcia, entre d'altres l'escriptor Bolesław Prus.
Felicja i Izydor Kaftal van tenir una filla, Maria Małgorzata Kazimiera Gustawa (Margot) Kaftal (1873-1952), una famosa cantant d'òpera. El 1893, ella i la seva filla es van convertir al catolicisme.
Després de la mort del seu marit el 1901, Felicja es va fer càrrec del magatzem d’antiguitats del marit, tot i continuant la seva tasca de periodista.
Felicja Kaftalowa i el seu marit van ser sebollits al cementiri Powązki de Varsòvia.